# Завичајни музеј Мокрин
Завичајни музеј у Мокрину смештен је у Варошку кућу, објекат који датира из 1790. године, и после Храма СПЦ (1762-1782), најстарији је сачуван објекат у Мокрину.
У збирци музеја чува се преко 45.000 експоната, фотографија, докумената и предмета, везаних за историју Мокрина и околине. Сакупљање ове колекције започео је оснивач музеја Драгољуб Бадрљица, мокрински директор основне школе у пензији.
Прва изложба коју је музеј организовао била је изложба фотографија „Мокринске лепотице”, на којој су изложене сачуване фотографије двадесетак жена са подручја Мокрина, које су живеле у периоду од 18. до 21. века.

## Библиотека Раше Попова
Поред Мике Антића, Васе Стајића и других великана, Мокрин је родно место и Радивоја Раше Попова, српског песника за децу и одрасле. По жељи песника комплетна библиотека Раше Попова завештана је Музеју после његове смрти. Становници Мокрина су у част песника направили фестивал Дан Раше Попова.

## Мокринска лепотица
Међу најбитнијим експонатима Музеја, издваја се скулптура „Мокринска лепотица”, пронађена на подручју Мокрина, процењено је да је скулптура стара око 5.500 година, скулптура се тренутно чува у Народном музеју у Кикинди.
Међу најважнијим експонатима у Музеју је и скулптура Мокринска лепотица која је пронађена у атару Мокрина. Скулптура је стара око 5.500 година и чува се у Народном музеју у Кикинди.

## Мокринско огледало
Мокринско огледало је музејски експонат који датира из 18. века, у питању је велико кућно огледало од око три метра у висину украшено дубоким дуборезом. Око овог огледала са временом се ствара легенда и локално становништво га назива „Чаробним огледалом” које, по легенди, младим девојкама које седну испред њега испуњава жеље.

## Галерија
- Биста Васе Стајића 1878.-1947.
- Прангија
- Клизаљке или по мокринском корчуље
- Косир
- Спомен биста Мирославу Антићу у Мокрину
- Стара општинска зграда у Мокрину